# Sauce hoisin
La sauce hoisin (cantonais : hoi2 sin1 zoeng3 ; mandarin : hǎixiānjiàng ; chinois traditionnel : 海鮮醬 ; chinois simplifié : 海鲜酱), également dite sauce barbecue chinoise est une sauce épaisse et épicée communément utilisée dans la cuisine chinoise pour laquer les viandes, faire sauter viandes et légumes ou simplement comme trempette.
De couleur rouge-brun, elle a un goût sucré-salé. Bien que des variations régionales existent, la sauce hoisin est généralement élaborée à partir de fèves de soja fermentées, d'ail, de vinaigre, de piment et de sucre.
Le mot hoisin est une romanisation du mot cantonais signifiant « fruit de mer » (海鮮), mais la sauce n'en contient généralement pas. Son nom vient du fait qu'elle était régulièrement utilisée comme sauce pour les plats de fruit de mer.